# Thaumatomyrmex
Thaumatomyrmex is een geslacht van mieren uit de onderfamilie van de Ponerinae.
De wetenschappelijke naam van het geslacht is voor het eerst geldig gepubliceerd in 1887 door Gustav Mayr, die ook de soort Thaumatomyrmex mutilatus beschreef afkomstig uit Santa Catarina (Brazilië).
Het geslacht komt voor in het Neotropisch gebied. De werkers hebben smalle, gekromde mandibels die aan de basis smaller zijn dan vooraan en drie zeer lange doornachtige tanden hebben, waardoor ze aan een hooivork doen denken.

## Soorten
- T. atrox Weber, 1939
- T. bariay Fontenla Rizo, 1995
- T. cochlearis Creighton, 1928
- T. contumax Kempf, 1975
- T. ferox Mann, 1922
- T. mandibularis Baroni Urbani & De Andrade, 2003
- T. manni Weber, 1939
- T. mutilatus Mayr, 1887
- T. nageli Baroni Urbani & De Andrade, 2003
- T. paludis Weber, 1942
- T. soesilae Makhan, 2007
- T. zeteki Smith, M.R., 1944